# Половецькі танці
«Половецькі танці» — балетний фрагмент 2-ї дії опери «Князь Ігор» російського композитора Олександра Бородіна.
Хор і половецький танець оркестрував Бородін за участю Миколи Римського-Корсакова до концерту Безплатної музичної школи 27 лютого 1879 року. Римський-Корсаков у своєму «Літописі» згадує про участь в оркеструванні Анатолія Лядова, проте рукописними матеріалами це не підтверджено.
Джерелом для лібрето, написаного самим автором за участю Володимира Стасова, стала пам'ятка давньоруської літератури «Слово о полку Ігоревім», що розповідає про невдалий похід князя Ігоря проти половців. Для написання опери Бородін познайомився зі збереженим в Угорщині у нащадків половців половецьким фольклором. За сімейним переказом, рід батька Олександра Бородіна, імеретинського князя Луки Гедеанова (Гедеванішвілі), походив із половецьких князів, асимільованих грузинами.

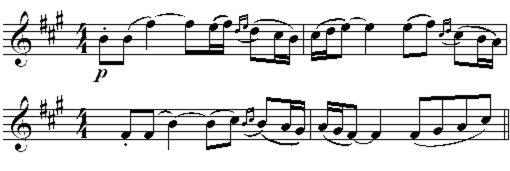
Ноти мелодії «Половецьких танців»

«Половецькі танці» здобули величезну популярність і стали одним з найвідоміших і найвпізнаваніших у світі фрагментів російської класичної музики.

## Зміст
Половецький стан. Вечір. Дівчата-половчанки танцюють і співають пісню, в якій порівнюють квітку, яка прагне вологи, з дівчиною, яка сподівається побачитися з коханим.
Хан Кончак пропонує полоненому новгород-сіверському князю Ігореві Святославичу свободу в обмін на обіцянку не піднімати на нього меча. Але Ігор чесно каже, що якщо хан відпустить його, він відразу збере полки і вдарить знову. Кончак шкодує, що вони з Ігорем не союзники, і кличе бранців та бранок, щоб ті повеселили їх.
Починається сцена «Половецькі танці». Спочатку танцюють та співають дівчата (хор «Лети на крилах вітру»). Хореографічну дію поставлено на арії простої половецької дівчини та ханської доньки Кончаківни.
Потім починається спільний танець половців. Дію завершує спільний кульмінаційний танець.
Балетний фрагмент половецьких танців став окремою балетною виставою, яка триває 15 хвилин. В опері він іде на початку та наприкінці другого акту.
| Сцена                             | Час   | Музика                                                  | Участь балету                        |
| 1 Хор половецьких дівчат          | 6'10  | «На безводье, днём на солнце», половецька дівчина, хор  | кордебалет                           |
| 2 Танець половецьких дівчат       | 2'21  |                                                         |                                      |
| 3 Кавантина Кончаківни            | 5'56  | «Меркнет свет земной», Кончаківна, хор                  |                                      |
| 4 Сцена і хор                     | 2'50  | «Подруги-девицы, напоите пленников», Кончаківна, хор    |                                      |
| 5 Речитатив і каватина Володимира | 5'41  | «Медленно день угасал», Володимир Ігорович              |                                      |
| 6 Дует                            | 5'25  | «Ты ли Владимир мой», Кончаківна, Володимир Ігорович    |                                      |
| 7 Арія князя Ігоря                | 6'49  | «Ни сна, ни отдыха измученной душе», князь Ігор         |                                      |
| 8 Сцена князя Ігоря з Овлуром     | 4'07  | «Позволь мне, княже, слово молвить», князь Ігорь, Овлур |                                      |
| 9 Арія Кончака                    | 6'57  | «Здоров ли князь», Кончак і князь Ігор                  |                                      |
| 10 Речитатив                      | 3'22  | «Гей, пленниц приведи сюда», Кончак, князь Ігор         |                                      |
| 11 Половецький танець із хором    | 10'55 | «Улетай на крыльях ветра», Кончак, хор                  | Половецька дівчина, чага, кордебалет |

## Постановки
Прем'єра опери відбулася 23 жовтня (4 листопада) 1890 року в Маріїнському театрі.
Постановки балетної дії:
- 23 жовтня 1890 року — Маріїнський театр, Петербург — балетмейстер Лев Іванов створив самостійний одноактний балет у складі оперного спектаклю[2]
- 19 травня 1909 року — «Російські сезони», театр Шатле, Париж — постановка Михайла Фокіна. Диригент: Е. А. Купер, Сценографія: М. К. Реріх. Виконавці: А. Р. Больм[en], О. О. Смирнова[ru], С. В. Федорова
- 22 вересня 1909 року — Маріїнський театр, Петербург. Балетмейстер Михайло Фокін. Диригент: Е. А. Крушевський[ru], художник: К. О. Коровін. Виконавці: В. П. Фокіна[ru], Л. Ф. Шоллар[ru], Б. Х. Ніжинська, С. В. Федорова, А. Р. Больм
- 5 листопада 1914 року — Великий театр. Балетмейстер О. О. Горський[ru], у складі оперного спектаклю.
- 19 січня 1934 року — Великий театр. Балетмейстер Касьян Голейзовський. Художник Ф. Ф. Федоровський. 1951 року екранізовано — «Великий концерт»
- 1943 рік — балетмейстер Касьян Голейзовський. Постановка в Донецьку
- 1953 рік — Великий театр. Балетмейстер Касьян Голейзовський. Художник: Ф. Ф. Федоровський. Диригент: М. М. Жуков[ru]. Екранізовано 1972 року.
- 1955 рік — балетмейстер Касьян Голейзовський у театрі ім. Кірова, Ленінград.
- 1971 рік — одноактний балет балетмейстера Ігоря Моїсеєва в ансамблі народного танцю СРСР. Прем'єри: Палац спорту біля Версальських воріт у Парижі, концертний зал Чайковського[ru] (Москва), Ленінград та інші міста СРСР. Балет екранізовано.

#### Постановка Голейзовського
Під час створення своєї постановки Голейзовський докладно вивчив історію. Як відомо, історичною основою сюжету опери Бородіна «Князь Ігор» є невдалий похід північних князів Ігоря та Всеволода Святославовичів на половців, оспіваний у знаменитому «Слові о полку Ігоревім». Поява половців на Русі відноситься до другої половини XI століття, точніше до 1061 року. За сто п'ятдесят років, до 1210 налічувалося близько п'ятдесяти великих половецьких набігів.
Змішання стилів Голейзовський пояснює тим, що племена поступово вливались у половецькі орди, зросталися з ними. Таке явище мало вплив на утворення своєрідних танцювальних засобів половців.
Балет ставився за партитурою. Кожен малюнок будувався відповідно до ритму, мелодії та тембру оркестрових барв. У Бородіна схід у музиці справжній, стихійний.
Касьян Голейзовський — «елементи в танцях»:
1. Синкопа, підкреслена в «дикому танці чоловіків», «танці хлопчиків», «чагах» та фіналі.
2. Мелодія, що обволікає, чарує своєю ніжністю — «Плавний танець дівчат»
3. Гармонія — знамениті квінти Бородіна, що вдало і сміливо підкреслюють загальний малюнок
4. Динаміка — прискорення руху від moderato до presto
5. Нюансування — сила звуку. На акценти та паузи.

#### Постановка Фокіна
19 травня 1909 року Михайло Фокін створив свою хореографічну версію «Половецьких танців» у дягілєвських російських сезонах; прем'єра пройшла у театрі «Шатле», Париж. З декораціями Миколи Реріха (зокрема, театральним задником 1908 року розміром 10 × 23 метри), диригент Еміль Купер; ролі виконували — Адольф Больм, Олена Смирнова, Софія Федорова (Федорова 2-га).
Віра Красовська писала про те, як Фокін втілив у танці свої хореографічні фантазії та переконливо розкрив музичні образи.
|                   | Жорстокі на вигляд, з забрудненими кіптявою і брудом обличчями, їхнє збіговисько більше нагадувало лігво диких звірів, ніж людський стан… Чарівно-прекрасний, сповнений знемоги хвилеподібний танець дівчат, змітає шалений вихровий танець половців, що мчать, звиваючись у повітря. Завіса опускалася в момент повного розгулу та божевілля танцю. Оригінальний текст (рос.) Свирепые на вид, с перепачканными копотью и грязью лицами, их сборище больше напоминало логовище диких зверей, чем человеческий стан… Пленительно-прекрасный, полный истомы волнообразный танец девушек, сметает бешеная вихревая пляска половцев, которые мчатся, взвиваясь в воздух. Занавес опускался в момент полного разгула и безумия пляски. |
| — Вера Красовская | |

З жовтня 2008 року Андріс Лієпа готував програму до столітнього ювілею дягілєвських «Російських сезонів» із трупою Кремлівського палацу.
У березні/квітні 2011 року показ балету відбувся в «театрі Єлисейських Полів».

## Музика

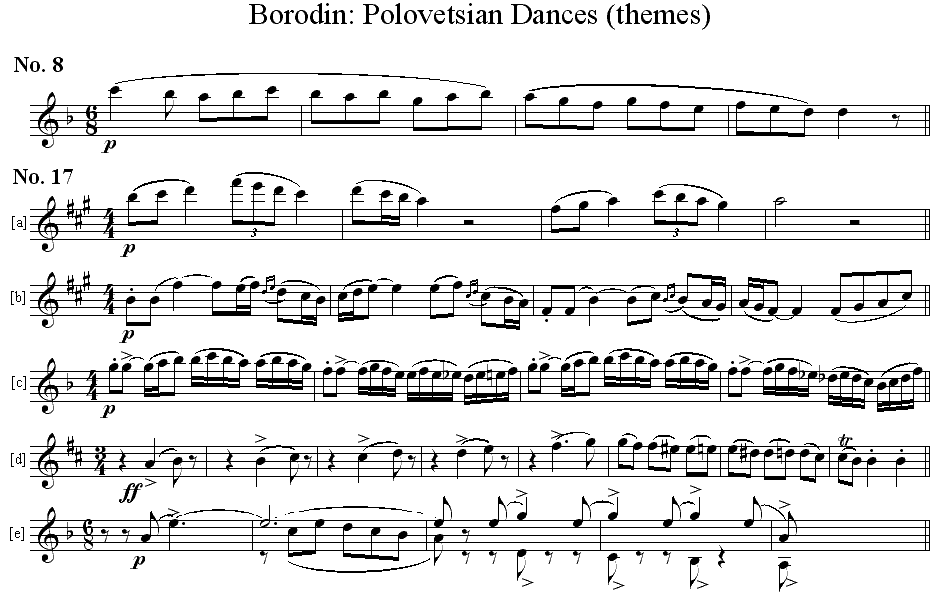
Фрагменти тем «Половецьких танців»

- Акт починається з Хору половецьких дівчат та Арії Кончаківни
- Танці половецьких дівчат — перший танець (No. 8, presto, 6/8, F major)
- Половецький танець із хором — (No. 17. Introduction: Andantino, 4/4, A Major)
- Повільний танець половецьких дівчат (Andantino, 4/4, A Major)
- Танець чоловіків дикий (Allegro vivo, 4/4, F Major)
- Спільний танець (Allegro, 3/4, D Major)
- Танець хлопчиків (Presto, 6/8, D Minor)
- Танець дівчат, «ковзний» (у музиці реприза (reprise) у поєднанні з танцем хлопчиків у швидкому темпі (Moderato alla breve, 2/2)
- Танець хлопчиків та танець половців (reprise, Presto, 6/8, D Minor)
- Фінальний кульмінаційний танець (Allegro con spirito, 4/4, A Major)

### Запис музики
1. 1970 — «Мелодія»
2. 1978—1979 — ДАВТ: Іван Петров[ru], Тетяна Тугаринова[ru], Володимир Атлантов, Артур Ейзен[ru], Олександр Ведерников, Олена Образцова
3. 1997 — Jimmy Ltd. — BSA — Jimmy Music Group «Jimmy Classic» ADD/OM 03 — 122—124 (Swiden)

#### Аранжування музики Бородіна
Популярну мелодію виконують багато відомих сучасних музикантів і джазменів у власному аранжуванні: французький піаніст Рішар Клайдерман, російський саксофоніст Олексій Козлов.
Сара Брайтман записала пісню англійською мовою.
1953 року створено мюзикл Кісмет, пісню з якого «Stranger in Paradise» 1954 року випустив окремим синглом Тоні Беннетт. Потім її також записали й іншими виконавці, серед яких: гурт The Four Aces, Тоні Мартін, Рей Коніф, Сара Брайтман.
1975 року Хуліо Іглесіас використав тему Половецьких танців у своїй пісні «Quiéreme» з однойменного альбому.
2011 року симфо-гурт Niobeth зробила кавер-версію «Polovtsian Dances».
Російський гурт «Арія» в синглі «Поле битви» (2009) також записав свою версію аранжування («На крилах вітру»).
Американський реп-виконавець Warren G разом із норвезькою зіркою сопрано Сіссель Ширшебо 1998 року записав збірку The Rapsody Overture, в якому поєднано реп і класичну музику, де він читає реп на музику з опери О. П. Бородіна «Князь Ігор».
Саундтрек аніме-серіалу Kareshi Kanojo no Jijou композитора Сіро Сагісу містить аранжовані фрагменти «Половецького танцю з хором».
Використано в саундтреку відеогри Catherine.
Використано в саундтреку відеогри BioShock Infinite у додатку Burial at Sea.
Аранжовані фрагменти використано в саундтреку гри X4 в додатку Cradle of Humanity.